# Будёновское сельское поселение
Будёновское се́льское поселе́ние (карел. Blahveššenien kyläkunda) — упразднённое муниципальное образование в составе Максатихинского района Тверской области.
На территории поселения находятся 27 населенных пунктов. Центр поселения — деревня Будёновка.
Образовано в 2005 году, включило в себя территории Буденовского, Гостиницкого и Дубищенского сельских округов.

## Географические данные
- Общая площадь: 269 км².
- Нахождение: северо-восточная часть Максатихинского района.
  - Граничит:
    - на севере — с Сандовским районом, Большемалинское СП,
    - на северо-востоке — с Молоковским районом, Ахматовское СП,
    - на востоке — с Бежецким районом, Поречьевское СП,
    - на юге и западе — с Селецким СП,
    - на северо-западе — с Лесным районом, Медведковское СП.

## Население
По переписи 2002 года — 741 человек (302 в Буденовском, 177 в Гостиницком и 262 в Дубищенском сельских округах), на 01.01.2008 — 602 человека.

Национальный состав: русские и карелы.

## Населенные пункты
На территории поселения находятся следующие населённые пункты:
| №  | Тип нп | Название           | Население (2008 год) |
| -- | ------ | ------------------ | -------------------- |
| 1  | дер.   | Атемежа            | 14                   |
| 2  | дер.   | Афимьяново         | 15                   |
| 3  | дер.   | Большой Хвощ       | 0                    |
| 4  | дер.   | Будёновка          | 215                  |
| 5  | дер.   | Воробьево          | 5                    |
| 6  | дер.   | Горячево           | 16                   |
| 7  | пос.   | Гостиница          | 58                   |
| 8  | дер.   | Гуммала            | 16                   |
| 9  | село   | Добрыни            | 3                    |
| 10 | дер.   | Дубищи             | 126                  |
| 11 | дер.   | Карельское Заручье | 16                   |
| 12 | хутор  | Ковыркова Гора     | 7                    |
| 13 | дер.   | Кончинка           | 0                    |
| 14 | дер.   | Конюшино           | 11                   |
| 15 | дер.   | Лукьяново          | 9                    |
| 16 | хутор  | Малый Хвощ         | 0                    |
| 17 | дер.   | Никольский Луг     | 2                    |
| 18 | дер.   | Новое Заручье      | 1                    |
| 19 | дер.   | Осташиха           | 5                    |
| 20 | дер.   | Павловское         | 12                   |
| 21 | дер.   | Райда              | 69                   |
| 22 | дер.   | Ребахушки          | 0                    |
| 23 | дер.   | Сокерино           | 0                    |
| 24 | дер.   | Старое Заручье     | 0                    |
| 25 | дер.   | Столпино           | 0                    |
| 26 | дер.   | Черниково          | 0                    |
| 27 | дер.   | Шапкино            | 2                    |

### Бывшие населенные пункты
На территории поселения исчезли деревни Большое Кузнецово, Замошье, Казачиха, Кондоурово, Лучиха, Малое Павловское, Миниха, Новый Бор, Пестово, Секериха, Шаруново и другие.

## История
В XII—XVII вв. территория поселения относилась к Бежецкой пятине Новгородской земли.
В XV веке присоединена к Великому княжеству Московскому.
- С XVIII века территория поселения входила:[2]
  - в 1708—1727 гг. в Санкт-Петербургскую (Ингерманляндскую 1708—1710 гг.) губернию, Новгородскую провинцию,
  - в 1727—1775 гг. в Новгородскую губернию,
  - в 1775—1796 гг. в Тверское наместничество, Бежецкий уезд,
  - в 1796—1929 гг. в Тверскую губернию, Бежецкий уезд,
  - в 1929—1935 гг. в Московскую область, Максатихинский район,
  - в 1935—1990 гг. в Калининскую область, Максатихинский район,
    - в 1937—1939 гг. в Калининскую область, Карельский национальный округ,

  - с 1990 в Тверскую область, Максатихинский район.

В XIX — начале XX века деревни поселения относились к Заручьевской волости Бежецкого уезда.
В 1950-е годы на территории поселения существовали Буденовский, Горячевский и Райденский сельсоветы Максатихинского района.
Закон Тверской области от 8 октября 2014 года:

## Известные люди
В деревне Миниха (ныне не существующей) родился Василий Алексеевич Жуков — гвардии майор, командир батальона 204-го гвардейского стрелкового полка 69-й гвардейской стрелковой дивизии 4-й гвардейской армии, Герой Советского Союза (1944).